# Кисели (Харьковская область)
Кисели (укр. Киселі) — село,
Киселевский сельский совет,
Первомайский район,
Харьковская область.
Код КОАТУУ — 6324584501. Население по переписи 2001 года составляет 574 (278/296 м/ж) человека.
Является административным центром Киселовского сельского совета, в который, кроме того, входят сёла
Каменка и
Перерезновка.

## Географическое положение
Село Кисели находится у истоков реки Кисель,
ниже по течению на расстоянии в 2,5 км расположено село Новотроицкое (Балаклейский район).
На расстоянии в 2,5 км расположено село Каменка.
Рядом проходит автомобильная дорога Т-2110.

## История
- 1721 — дата основания.

## Экономика
- Молочно-товарная ферма.
- Агрофирма «Кисели», ООО.
- «Экопрод-Первомайский», ООО.

## Достопримечательности
- Братская могила советских воинов и партизан. Похоронено 1304 воина.